# Burgstall Rehau
Der Burgstall Rehau ist eine abgegangene Burg in Rehau im oberfränkischen Landkreis Hof in Bayern.
Die Familie von Kotzau erbaute Mitte des 13. Jahrhunderts eine Wasserburg. Es handelte sich um eine Anlage auf einem rechteckigen Hügel im Krötensee, der von einem Wassergraben umgeben war. 1390 war das Dorf mit der Burg eine Wüstung. Die Familie von Sparneck zählte zu den Mitbesitzern. Die erste urkundliche Erwähnung als Burgstall bzw. „Wallgarten“ stammt von 1417. In der Zeit des Markgraftums wurde das Gelände als Garten der Amtmänner genutzt. Paul Daniel Longolius beschrieb 1773 geringe Geländespuren. Das Gelände gelangte ab 1822 in Privatbesitz und wurde weitgehend bebaut. Ausgrabungen u. a. durch Hans Höllerich, Hans Bucka und Karl Dietel 1973 erbrachten geringe Fundamentreste. Auf den zum Teil noch erkennbaren Wallgarten wird durch eine Infotafel hingewiesen. Die Anlage befand sich im Bereich Krötenseestraße, Fabrikstraße und Wallstraße. Die Straßennamen Burgstraße und Burgplatz sind wahrscheinlich Fehlinterpretationen, denn die Burgstraße hieß bis in die 1930er-Jahre noch Mühlstraße.